# جروم بریزارد
جروم بریزارد (زاده ۲۴ مارس ۱۹۸۶) یک داور فوتبال فرانسوی است که در لیگ ۱ قضاوت می‌کند. او از سال ۲۰۱۸ داور فیفا بوده و به عنوان داور دسته اول یوفا رتبه‌بندی می‌شود.

## حرفه داوری
در سال ۲۰۱۵، بریزارد داوری را در لیگ ۲ آغاز کرد، قبل از اینکه در نیمه دوم فصل ۱۷–۲۰۱۶ به لیگ ۱ برود. او اولین بازی خود در لیگ ۱ را در ۱۴ ژانویه ۲۰۱۷ بین مون‌پلیه و دیژون قضاوت کرد. او در سال ۲۰۱۸ در لیست داوران فیفا قرار گرفت. در ۱۷ فوریه ۲۰۱۸، او مسابقه‌ای را در سوپر لیگ سوئیس ۱۸–۲۰۱۷ بین بازل و سنت گالن قضاوت کرد. او اولین بازی خود در مسابقات یوفا را در ۱۲ ژوئیه ۲۰۱۸ قضاوت کرد، دیداری بین باشگاه آلبانیایی پارتیزانی و باشگاه ماریبور اسلوونی در مرحله اول مقدماتی لیگ اروپا ۱۹–۲۰۱۸. او اولین بازی بین‌المللی بزرگسالان خود را در ۱۵ نوامبر ۲۰۱۸ بین اسرائیل و گواتمالا قضاوت کرد. در ۳۱ ژوئیه ۲۰۲۰، بریزارد فینال جام اتحادیه باشگاه‌های فرانسه ۲۰۲۰ بین پاری سن-ژرمن و لیون را قضاوت کرد.
در ۲۱ آوریل ۲۰۲۱، بریزارد به عنوان کمک‌داور ویدئویی برای یورو ۲۰۲۰ انتخاب شد که در سراسر اروپا در ژوئن و ژوئیه ۲۰۲۱ برگزار شد.